# John M. Richardson
John Michael Richardson, född 8 april 1960, är en pensionerad fyrstjärnig amiral i USA:s flotta som var chefen för USA:s flotta från 2015 till 2019. 

## Biografi
Richardson tog bachelorexamen och erhöll sin officersfullmakt 1982 från United States Naval Academy och kom därefter att tjänstgöra inom ubåtsvapnet. Han har masterexamina från Massachusetts Institute of Technology (MIT) samt från National War College. På 1990-talet tjänstgjorde han som adjutant till USA:s president Bill Clinton och var då en av fem officerare som turandes om att bära "fotbollen".
Han tjänstgjorde som chef för flottans program för kärnkraftsdrift, Naval Reactors, från den 2 november 2012 till 14 augusti 2015. Samtidigt som han var chef för flottans program för kärnkraftsdrift, var Richardson ansvarig för kommandot av, och säker, pålitlig drift av USA:s marina kärnkraftsdrivna program och för alla nuvarande amerikanska marina reaktorer utplacerade för användning, samt alla faciliteter som behövs för att säkerställa säker drift. 
13 maj 2015 tillkännagav USA:s försvarsminister, Ashton Carter, Richardsons tjänst för att efterträda amiral Jonathan Greenert som chef för USA:s flotta. Richardson började fungera som den 31:e Chefen för USA:s flotta, den 18 september 2015.